# Marilyn vos Savant
Marilyn vos Savant, född Mach den 11 augusti 1946 i Saint Louis i Missouri, är en amerikansk kolumnist, författare, föreläsare och pjäsförfattare som blev världskändis sedan Guinness rekordbok listat henne under "Högsta IQ".
Sedan 1986 har hon skrivit i söndagskolumnen "Ask Marilyn" i magasinet Parade. Där svarar hon på frågor från läsarna i en rad olika ämnen. Hon skapade stor kontrovers när hon gav ett korrekt svar på det paradoxala Monty Hall-problemet i septembernumret 1990. Tre av hennes böcker, Ask Marilyn, More Marilyn, och Of Course, I'm for Monogamy, är sammanställningar av frågor och svar från "Ask Marilyn"; och The Power of Logical Thinking omfattar frågor och svar från kolumnen.